# Maupiti

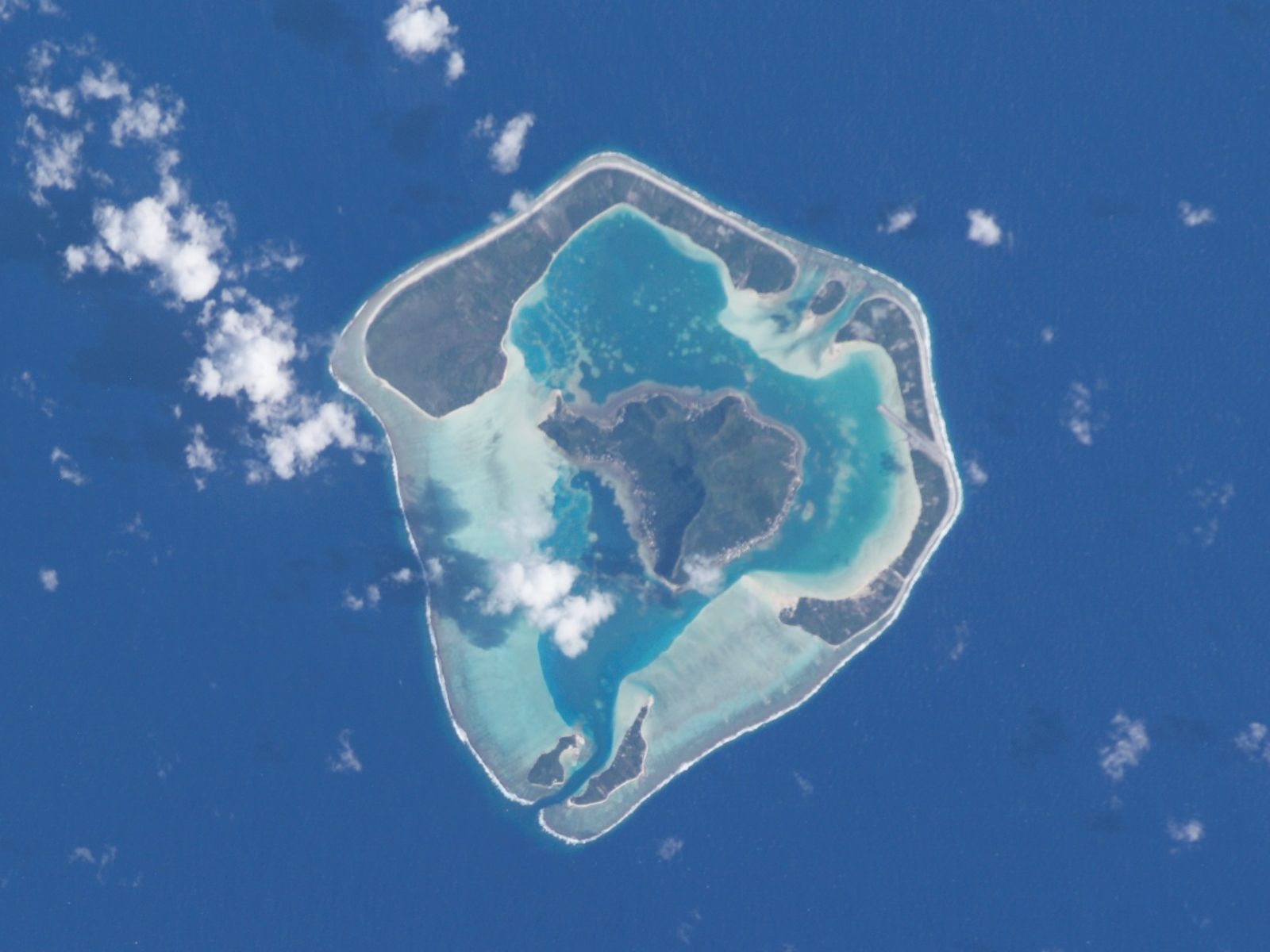
Imagem de satélite do atol de Maupiti

Maupiti é um atol no centro do grupo das Ilhas de Sotavento do arquipélago das Ilhas da Sociedade na Polinésia Francesa, um território ultra-marino francês localizado no Oceano Pacífico. A ilha central do atol é a mais ocidental ilha elevada vulcânica do arquipélago, situando-se a cerca de 40 km a Oeste de Bora Bora.
O seu ponto mais alto atinge os 380 metros e tem uma área de 11 km².
A cidade principal é Vaiea, com uma população de 1.192 de acordo com o censo demográfico de 2002. A principal actividade económica nesta ilha é a produção de Noni.
Apesar do primeiro europeu (o holandês Jakob Roggeveen) só ter aqui aportado em 1722, a presença de culturas polinésias remonta a pelo menos 850 D.C., conforme comprovam alguns artefactos arqueológicos datados dessa altura. Historicamente, Maupiti mantém fortes laços culturais com Bora Bora.